# San José de Maipo
San José de Maipo est une ville et une commune du Chili dans la Province de Cordillera, elle-même située dans la région métropolitaine de Santiago. En 2016, sa population s'élevait à 15 083 habitants. La superficie de la commune est de 4 995 km2 (densité de 27 hab./km2).
San José de Maipo est située à 48 kilomètres à l'est de la capitale Santiago dans la zone centrale du Chili. Les activités comprennent l'extraction d'agrégats, des carrières de pierre, le commerce des produits locaux tels que les amandes, les noix et l'artisanat utilisant la pierre locale. Le territoire de la commune qui s'étend jusqu'à la frontière avec l'Argentine se trouve dans la Cordillère des Andes et ses paysages spectaculaires ainsi que la proximité de la capitale en ont fait une destination touristique majeure. La principale agglomération, San José de Maipo, se trouve sur le Maipo dont le bassin fournit Santiago en eau. Plusieurs barrages hydroélectriques ont été construits sur le territoire de la commune. Parmi les activités touristiques pratiquées figurent le rafting dans le canyon du Maipo, le ski (plusieurs petites stations de ski), l'escalade et la randonnée. Les sommets les plus élevés culminent à environ 6 000 mètres.

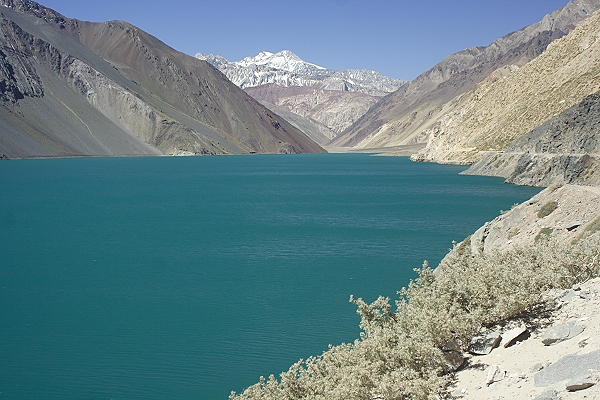
Réservoir de El Yeso
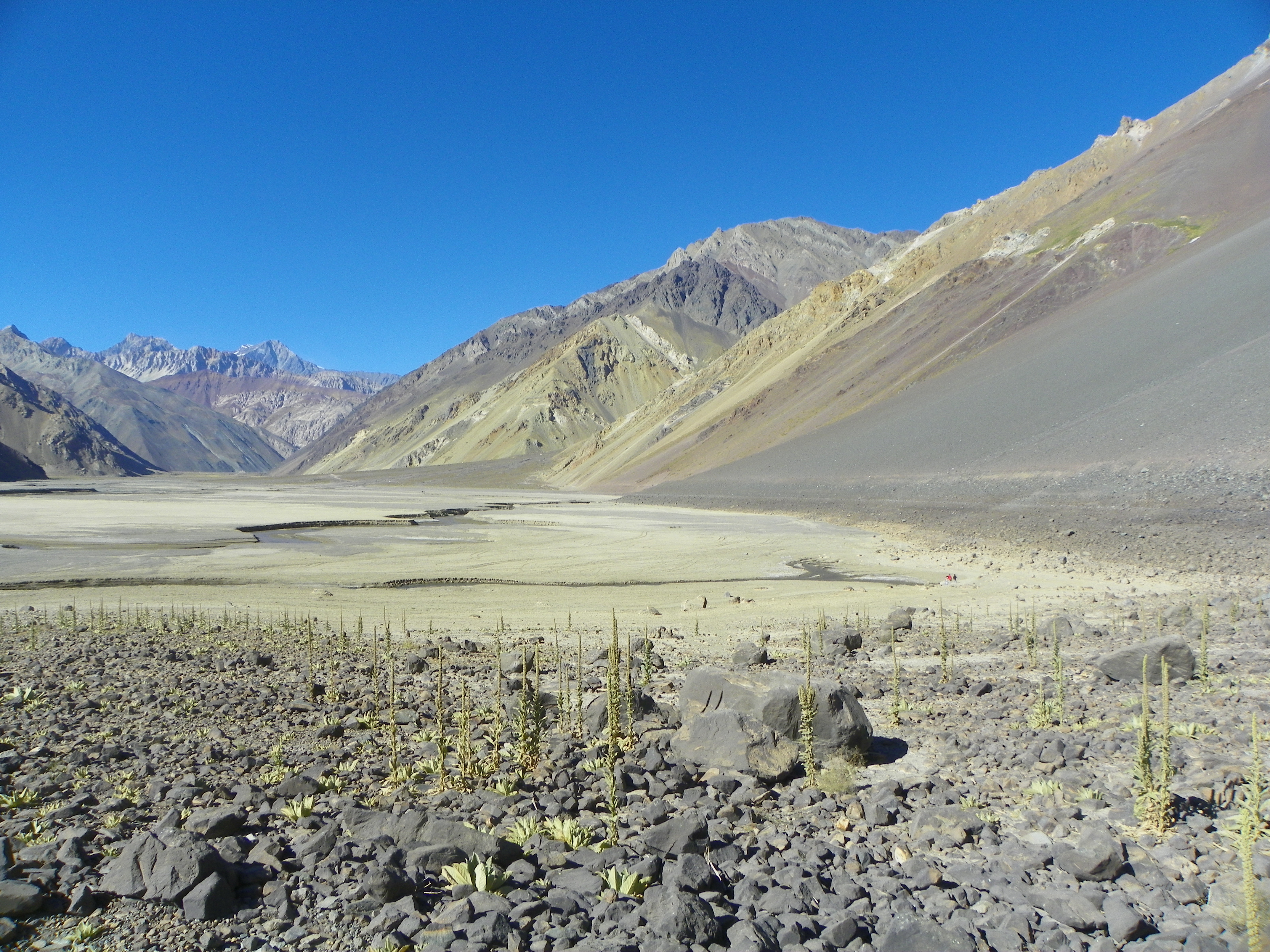
Canyon du Maipo
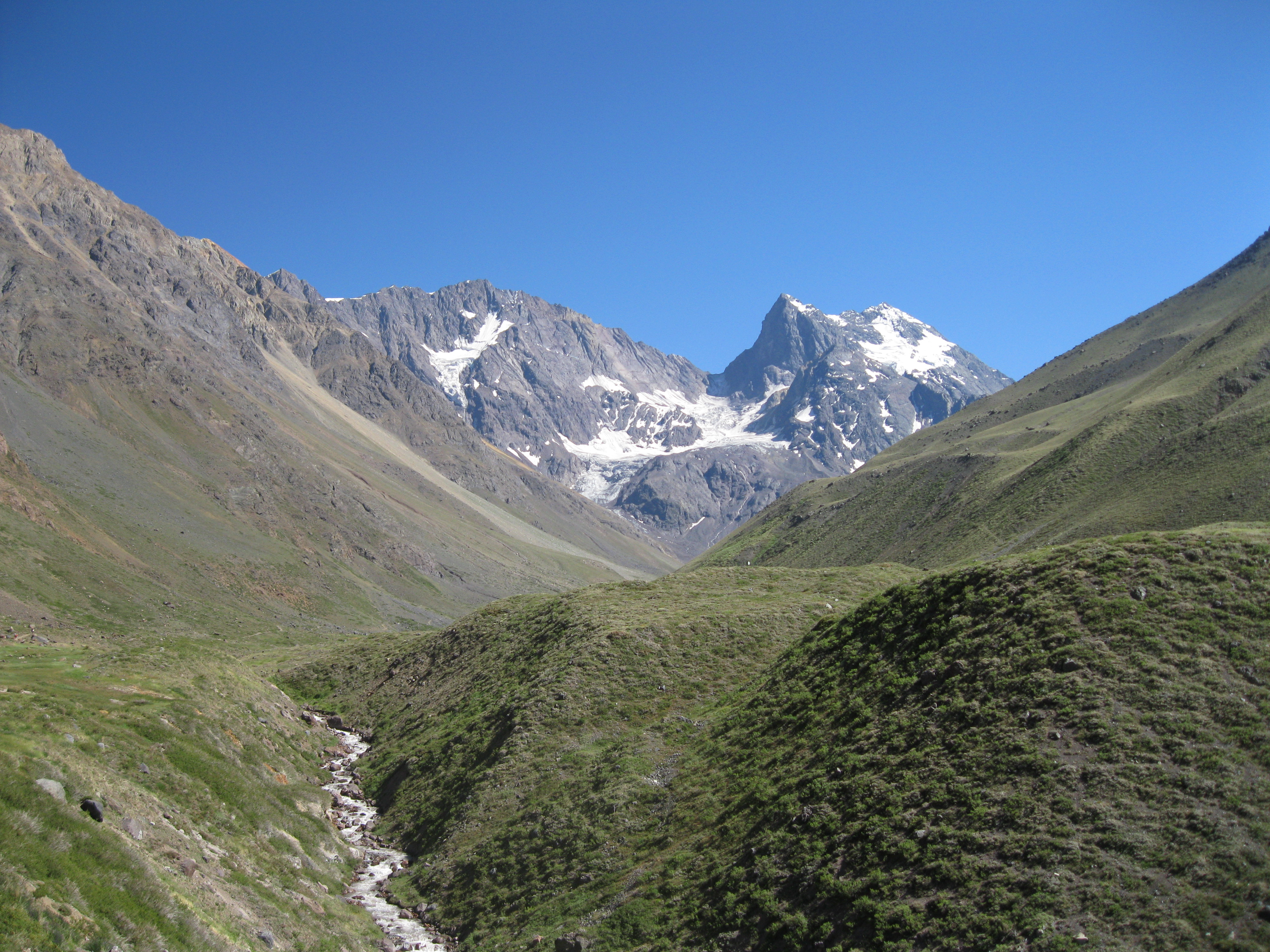
El Morado
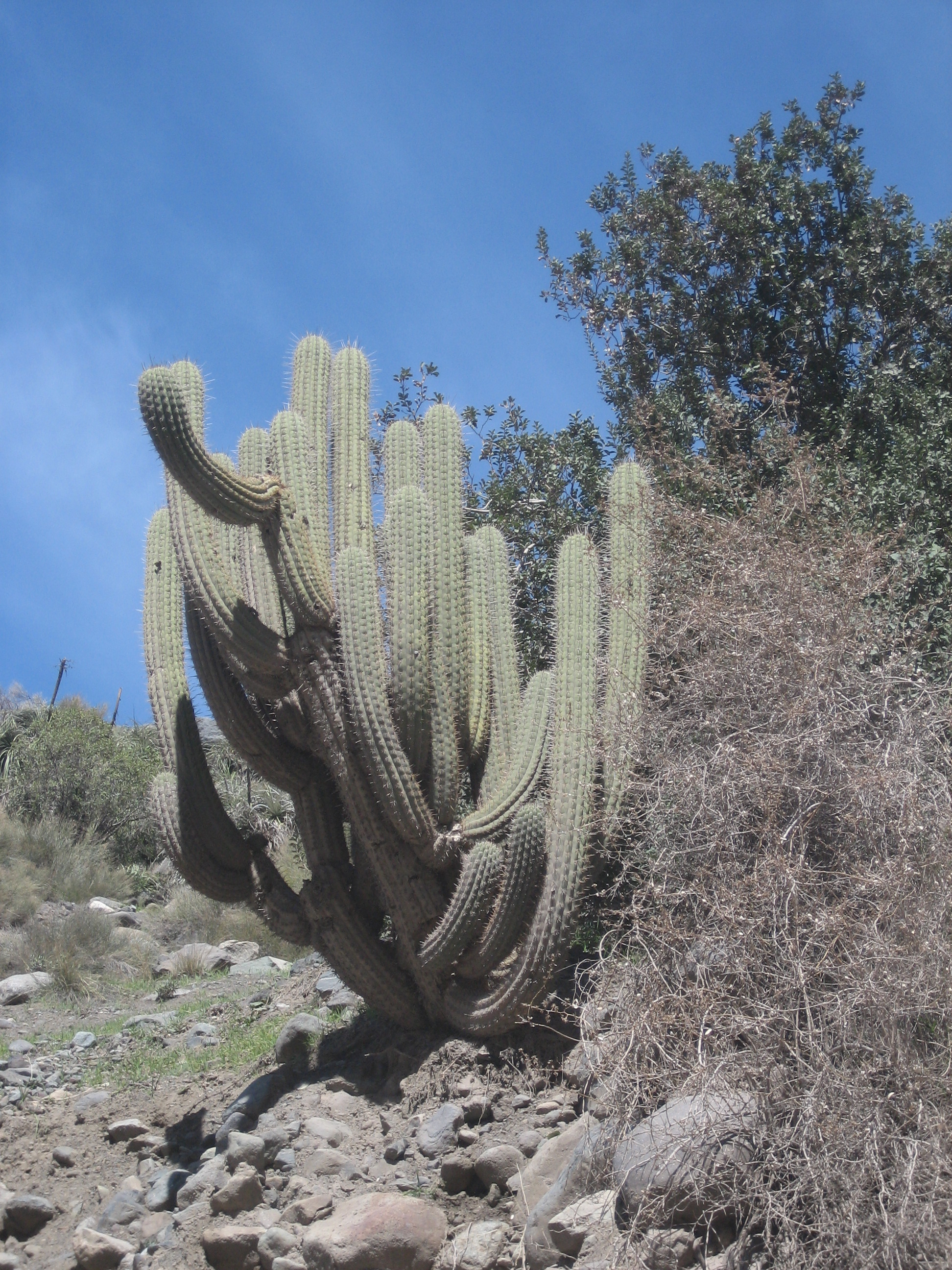
Un cactus à San José de Maipo, Chili
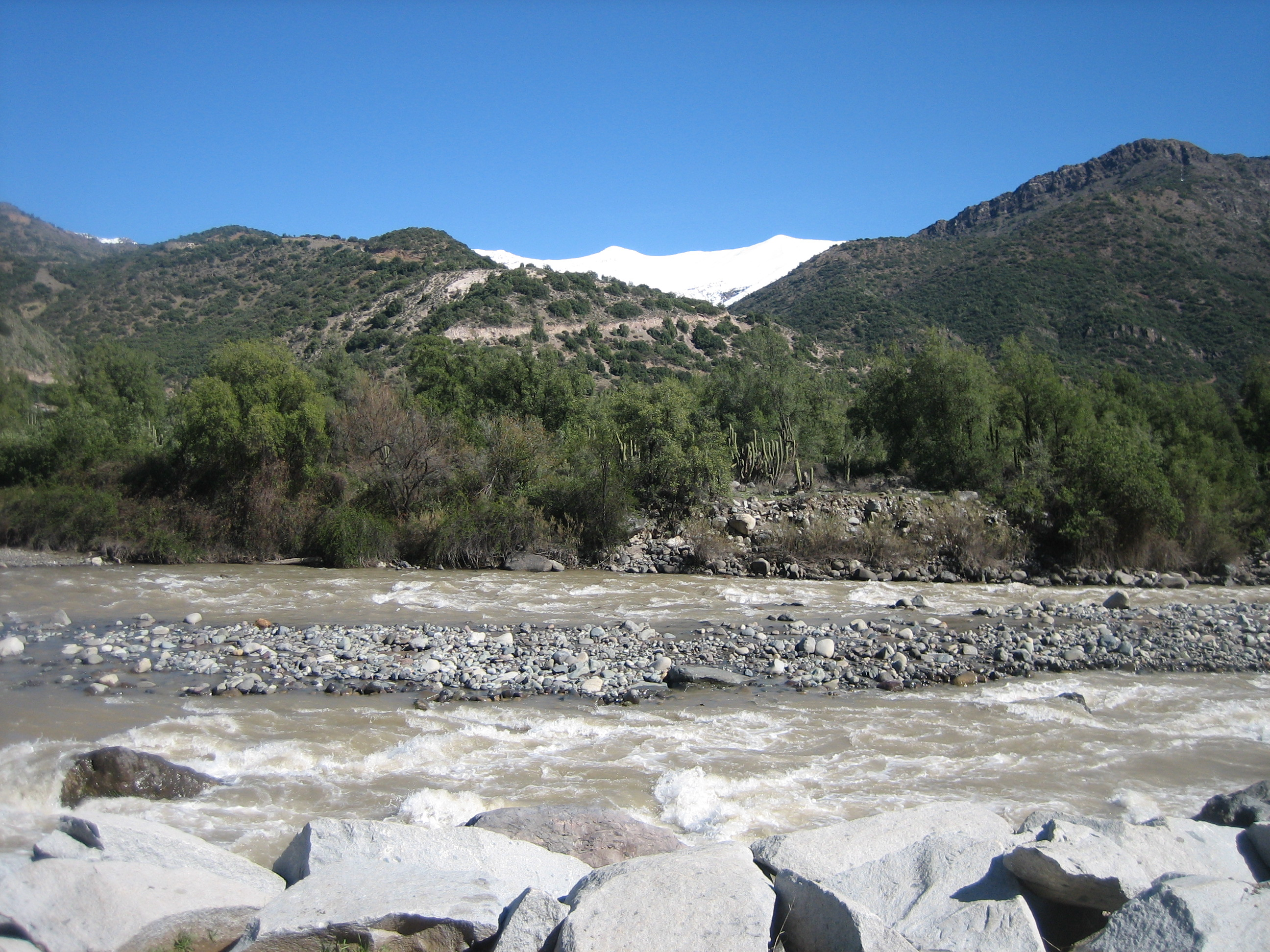
Camino Al Volcán, San José de Maipo
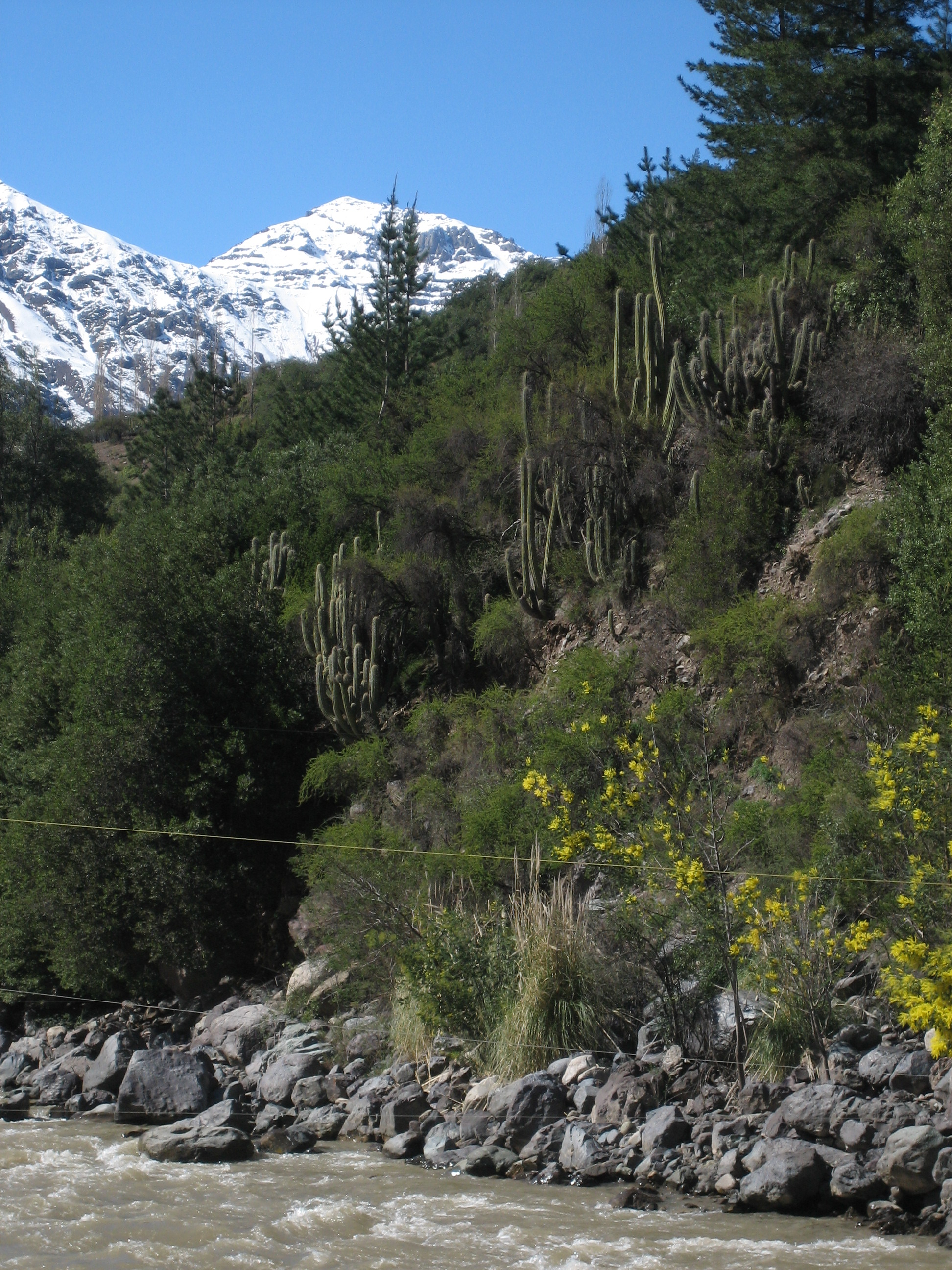
Cascada de Las Ánimas
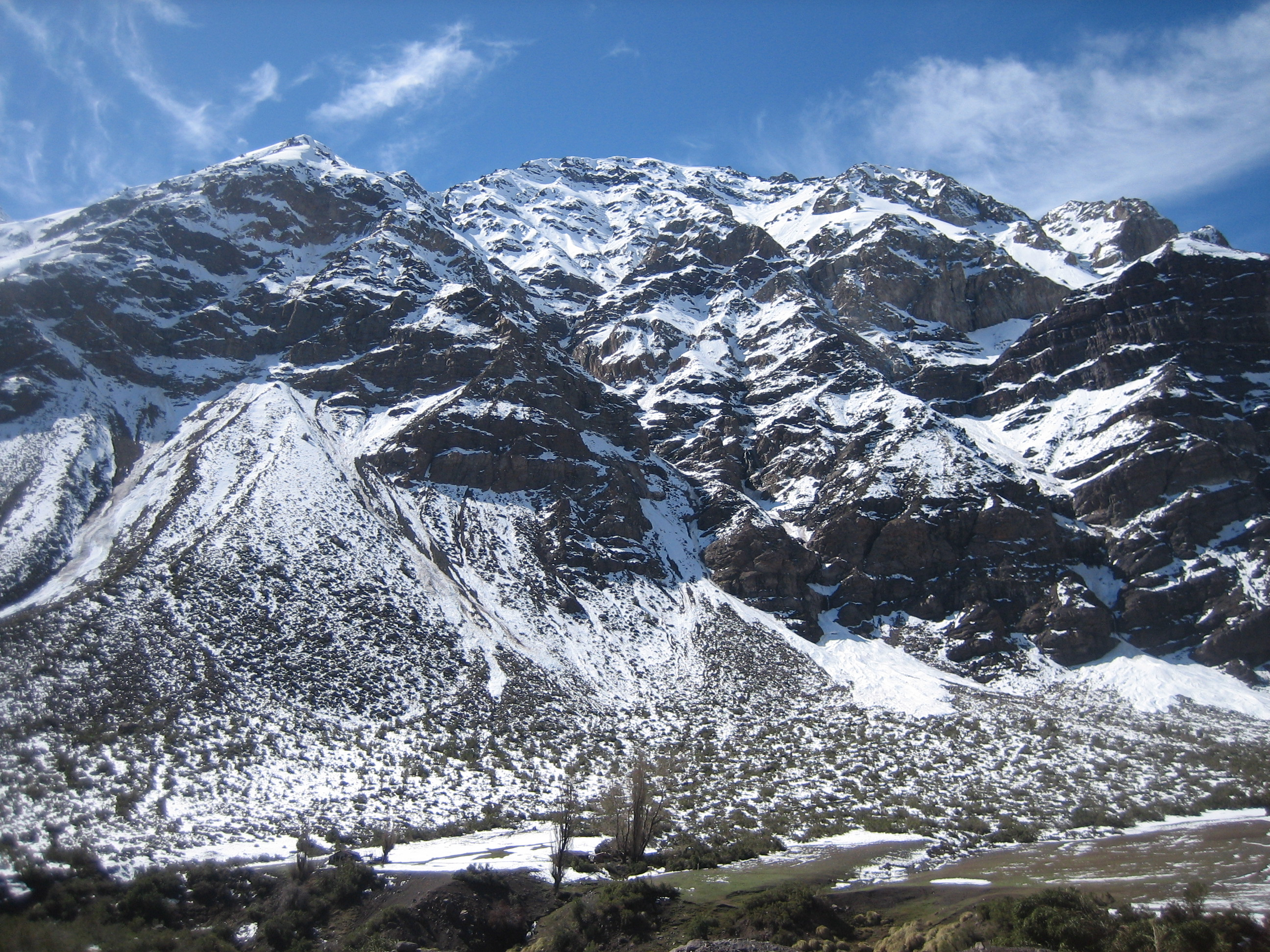
Montagnes de la Cordillera à San José de Maipo
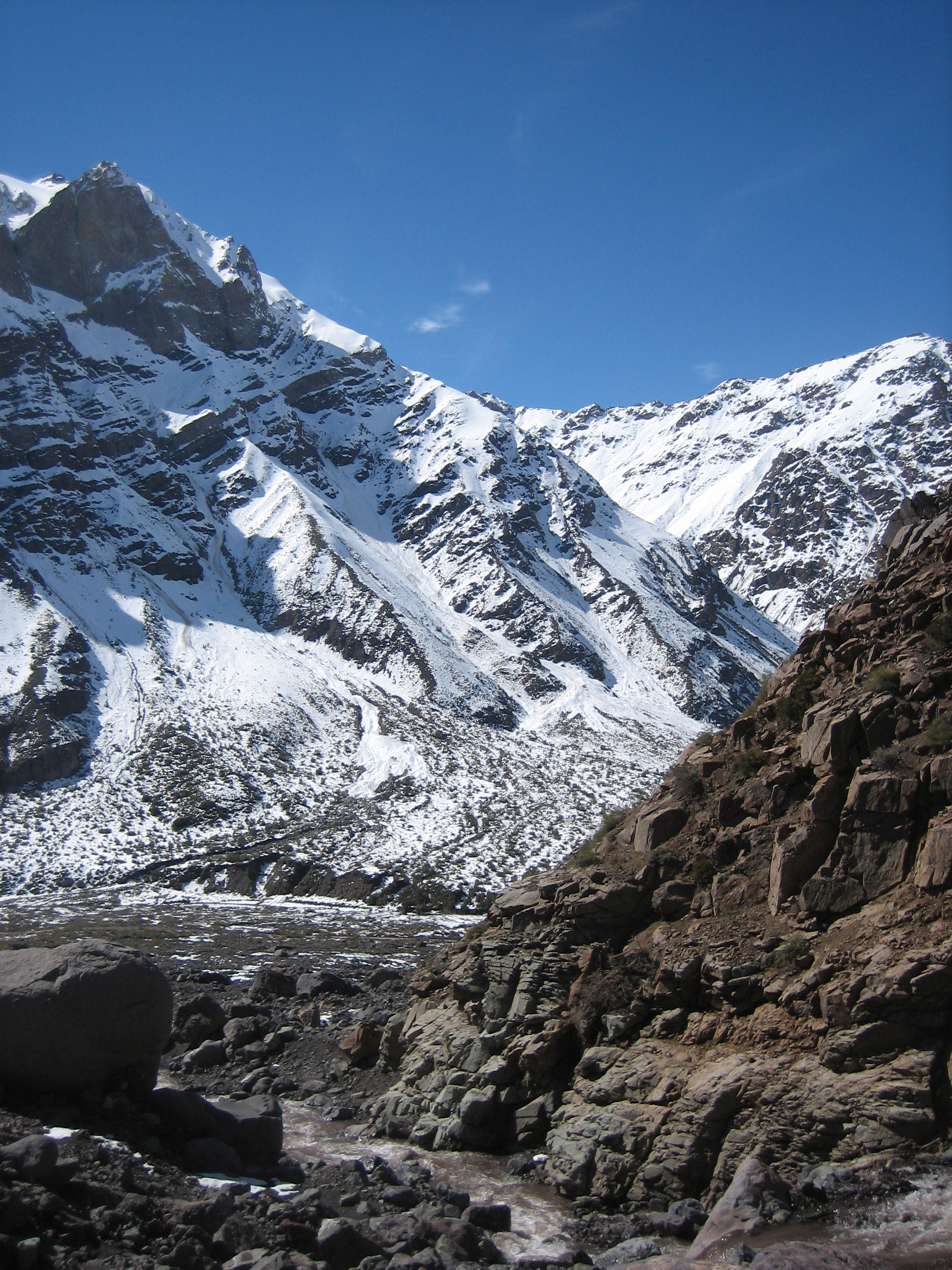
Près des sommets de la Cordillera